# Motie van afkeuring
Een motie van afkeuring is een motie die de Nederlandse Eerste of Tweede Kamer kan aannemen tegen het gevoerde beleid van een bewindspersoon of het gehele kabinet. Een motie van wantrouwen is daarentegen gericht tegen de persoon zelf. Een motie van treurnis is dan weer lichter dan een motie van afkeuring.
Ook in de gemeentelijke politiek kan een motie van afkeuring worden ingediend, bijvoorbeeld tegen een burgemeester of wethouder. Het kan dan bijvoorbeeld gaan over vermoedens van belangenverstrengeling, van het aannemen van steekpenningen of het onvoldoende informatie verstrekken aan de gemeenteraad. Als er hard bewijs is, wordt eerder een motie van wantrouwen ingediend.
Het Europees Parlement beschikt over de motion de censure.  Deze motie wordt naar het Nederlands vertaald als motie van afkeuring,  maar lijkt juridisch gezien meer op een motie van wantrouwen. Als het parlement deze motie aanneemt met een meerderheid van twee derde der uitgebrachte stemmen en tevens bij meerderheid van de leden, dan moet de Europese Commissie als geheel aftreden.

## Gevolgen
De aangenomen motie van afkeuring heeft meestal geen directe politieke gevolgen, maar is wel een teken dat het beleid op weinig steun in de Tweede (of Eerste) Kamer kan rekenen. Een aangenomen motie van wantrouwen is zwaarder, want die zal ertoe leiden dat de bewindspersoon of het kabinet zal aftreden indien ze wordt aangenomen. Soms wordt een motie van afkeuring echter opgevat als motie van wantrouwen, en treedt de bewindspersoon af.
Het is enkele malen voorgekomen dat een bewindspersoon is afgetreden, alleen omdat een motie van afkeuring werd aangekondigd of werd voorzien dat die door een van de regeringspartijen zou worden ingediend. Zo trad minister Gerrit Braks in 1990 af vanwege een aangekondigde motie van afkeuring tegen zijn visfraudebeleid, die door coalitiegenoot PvdA gesteund zou worden. In 1996 trad staatssecretaris Robin Linschoten af, omdat hij voorzag dat er een motie van afkeuring tegen zijn beleid inzake het Ctsv zou worden ingediend. Op 16 en 17 september 2021 traden respectievelijk de ministers Sigrid Kaag en Ank Bijleveld af vanwege een motie van afkeuring tegen de handelswijze van het kabinet-Rutte III in het kader van de evacuaties uit Afghanistan.
Op 23 juni 2020 nam de Eerste Kamer een motie van afkeuring aan tegen minister van Binnenlandse Zaken en Koninkrijksrelaties Kajsa Ollongren, nadat zij weigerde twee eerdere moties omtrent het woninghuurbeleid uit te voeren. Dit was de eerste keer sinds 1875 dat de Eerste Kamer een dergelijke motie aannam, destijds tegen minister van Binnenlandse Zaken Jan Heemskerk Azn. in verband met een spoorverbinding in Rotterdam.